# Yuzo Funakoshi
Yuzo Funakoshi (船越 優蔵, Funakoshi Yuzo) est un footballeur japonais né le 12 juin 1977 à Kobe.